# Trupanea curvata
Trupanea curvata är en tvåvingeart som beskrevs av Munro 1964. Trupanea curvata ingår i släktet Trupanea och familjen borrflugor. Inga underarter finns listade i Catalogue of Life.